# 호라도촌
호라도촌(일본어: 洞戸村)은 일본 기후현 무기군에 설치되었던 촌이다. 2005년 2월 7일에 무기군의 주변 4정촌과 함께 세키시에 편입되었다. 

## 지리
기후현 중부 산간에 있으며, 마을 내를 이타토리 강이 흐르고 있다.키위(키위)의 생산이 활발하고 이타토리 강에서 야나기에 의한 은어잡이가 이루어지고 있다.

## 역사
- 1897년 7월 1일 - 8개 촌이 합병해 호라도촌이 성립하였다.
- 2005년 2월 7일 - 무게가와 정·이타도리 촌·무기 정·가미노호 촌이 세키시에 편입하였다.

## 교통

### 철도
- 촌내에는 철도노선이 설치되지는 않았다. 철도를 이용할 경우 가까운 역은 도카이 여객철도 다카야마 본선의 기후역이였다.

### 도로
- 국도 256호선

## 참고 문헌
- 角川日本地名大辞典編纂委員会,『角川日本地名大辞典 21 岐阜県』1980, 角川書店